# Белова, Людмила Николаевна
Людмила Николаевна Белова (1924—1993) — советский музейный работник, директор Музея истории Ленинграда.

## Биография
Родилась 23 июля 1924 года в семье народовольца Николая (Осиповича?) Белова.
Во время Великой Отечественной войны жила в блокадном Ленинграде, осенью 1942 года была эвакуирована в Красноярский край, где работала воспитателем детского интерната. С 1945 года жила в Ленинграде, работала научным сотрудником в Управлении по делам архитектуры Государственной инспекции по охране памятников (1945—1949), инструктором отдела пропаганды Куйбышевского райкома ВКП(б) (1949), заместителем заведующего этого же отдела (1950), заведующей сектором культуры и искусства отдела пропаганды и агитации Ленинградского горкома ВКП(б) (1950—1952). С 1952 года возглавляла Центральное хранилище музейных фондов пригородных дворцов-музеев.
В 1951 году окончила Государственный педагогический институт им. М. Н. Покровского (1951), Ленинградский институт живописи, скульптуры и архитектуры им. И. Е. Репина, аспирантуру Государственного театрального института им. А. Н. Островского (1954—1957). 
В апреле 1954 года была назначена директором Музея истории Ленинграда. В то время музей располагался в особняке Румянцева на наб. Красного Флота, дом № 44. 
В 1965 году получила звание Заслуженный работник культуры РСФСР; Л. Н. Белова — лауреат Государственной премии РСФСР (1979); награждена орденом Трудового Красного Знамени (1976), орденом Ленина (1986) и медалями; занесена в Книгу Трудовой Славы Министерства культуры РСФСР (1982) и в Книгу Почёта Министерства культуры РСФСР (1983). Была членом Совета музеев истории и археологии ИКОМ ЮНЕСКО.
Умерла в 1993 году. Похоронена на Богословском кладбище. В 2024 году в особняке Румянцева в Санкт-Петербурге был установлен памятный знак.